# Виваро-Романо
Виваро-Романо (итал. Vivaro Romano) — коммуна в Италии, располагается в области Лацио, в провинции Рим.
Население составляет 194 человека (2008 г.), плотность населения составляет 16 чел./км². Занимает площадь 13 км². Почтовый индекс — 20. Телефонный код — 0774.
Покровителем коммуны почитается святитель Власий Севастийский, празднование 3 февраля.

## Демография
Динамика населения:

## Администрация коммуны
- Официальный сайт: